# Кубан (река)
Вижте пояснителната страница за други значения на Кубан.
Куба́н (на руски: Кубань; на карачаево-балкарски: Къобан; на кабардино-черкезки: Псыжь; на адигейски: Псыжъ; на старогръцки: ‛Ύπανις Хюпанис, на латински: Hypanis, Vardanes) е река в Северен Кавказ, Русия с дължина 870 km, която ѝ отрежда 56-о място сред реките на Русия. Тече през територията на Карачаево-Черкезия, Ставрополски и Краснодарски край и Адигея. Влива се в Темрюкския залив на Азовско море чрез делта.

## Географска характеристика

### Извор, течение, устие
Река Кубан се образува от сливането на двете съставящи я реки Учкулан (лява съставяща) и Улукам (дясна съставяща) на 1 339 m н.в. недалеч от село Учкулан в Карачаево-Черкезия. Дясната съставяща я река Улукам (36 km) води началото си от ледника Улукам в югозападното подножие на масива Елбрус в Кавказ, на 2 970 m н.в. С нея общата дължина на река Кубан става 906 km.
След образуването си Кубан тече в северна посока в дълбока и тясна долина, с голям наклон и множество прагове. След град Черкеск излиза от планината, напуска пределите на Карачаево-Черкезия и навлиза на територията на Ставрополския край, като при град Невиномиск завършва горното ѝ течение на 317 m н.в. След града реката завива на северозапад и навлиза на територията на Краснодарския край. След село Духовски, Краснодарски край Кубан поема в западна посока и запазва това си направление до устието си. При град Уст Лабинск завършва средното течение на реката. В средното си течение тя протича в широка долина с ясно изразени речни тераси. След завоя си на запад покрай левия бряг на реката се появява обширна (ширина до 4 km) заливна тераса. Коритото на реката меандрира, изобилстват плитчини, старици и речни ръкави. След град Уст Лабинск започва долното течение на реката, като на голямо протежение по нея преминава участък от границата между Краснодарския край и Република Адигея. В този си участък реката става многоводна, долината и още повече се разширява, а заливната ѝ тераса достига ширина до 20 km (към устието тя се стеснява до 3 – 4 km). На места коритото на реката е на по-високо ниво от заливната ѝ тераса и е коригирано с водозащитни диги. Между устията на реките Лаба и Афипс реката се разлива широко и образува т.нар. Адигейски блата (рус. Адыгейские плавни) с площ около 300 km2, а след устието на Афипс – Закубанските блата (Закубанские плавни) с площ до 800 km2.
На 116 km от устието ѝ надясно се отделя ръкавът Протока (130 km), който тече на север, а след това на запад и при село Ачуево, Краснодарски край се влива в Азовско море. В миналото Кубан е образувал обширна делта, която сега е частично осушена и се използва за селскостопански нужди, а основните и ръкави са укрепени и регулирани. Сага делтата на реката е с площ от 4300 km2. До края на 19 в. по-голямата част от водите на реката са се оттичали към Черно море, но след удълбаването и разширяването на Азовските ръкави към Черно море се оттича само ръкавът Стар Кубан, който се влива в Кизилташкия лиман на Черно море. Сега основната водна маса се оттича чрез Петрушинския ръкав в Темрюкския залив на Азовско море, при град Темрюк, през т.нар. Вербенско гърло. Преди град Темрюк наляво се отделя друг голям ръкав, който се ввлива в Ахтанизовския лиман на Азовско море.

### Водосборен басейн, притоци

#### Водосборен басейн
Площта на водосборния басейн на Кубан е 57 900 km2 и се простира на територията на Карачаево-Черкезия, Ставрополски и Краснодарски край и Адигея. На юг и югозапад водосборният басейн на река Кубан гранича с водосборните басейни на къси и малки реки извиращи от Кавказ и вливащи се в Черно море, на север – с водосборния басейн на река Дон, на североизток и изток – с водосборните басейни на реките Кума и Терек.

#### Притоци
Река Кубан получава множество притоци, но основните ѝ притоци са предимно леви, от които 7 са с дължина над 100 km:
- → Голям Зеленчук 158 km, 2730 km2 водосборен басейн, влива се при град Невиномиск, Ставрополски край;
- → Уруп 231 km, 3220 km2 водосборен басейн, влива се при град Армавир, Краснодарски край;
- → Лаба 214 km, 12 500 km2 водосборен басейн, влива се при град Уст Лабинск, Краснодарски край;
- → Белая 273 km, 5990 km2 водосборен басейн, влива се в Краснодарското водохранилище;
- → Пшиш 270 km, 1850 km2 водосборен басейн, влива се в Краснодарското водохранилище;
- → Апчас 120 km, 550 km2 водосборен басейн, влива се в Краснодарското водохранилище, Адигея;
- → Псекупс 146 km, 1430 km2 водосборен басейн, влива се в Краснодарското водохранилище, Адигея.

### Хидроложки показатели
Подхранването на реката е смесено: в горното течение преобладава ледниковото и снежно подхранване – 49%, при Краснодар то намалява на 32%, грунтовото подхранване нараства от 21% в горното течение до 32% в долното, а дъждовното от 27% до 32%. За реката е характерно разтегленото във времето лятно пълноводие, дължащо се на късното топене на снеговете и ледовете в Кавказ и поройните летни дъждове. В края на зимата и ранната пролет се наблюдава вторично пълноводие дължащо се на размразяването на реката и обилните валежи. Сезонните колебания на нивото на реката са много различни: при град Армавир са до 2,8 m, при Краснодар – до 5 m, а в делтата – до 1,9 m. Общото количество вода оттичащо се в Азовско море съставлява около 11 km3 годишно. Средният многогодишен воден отток при град Краснодар е 425 m3/s. С построяването на редица хидротехнически съоръжения по течението на реката и нейните притоци и използването на водите ѝ за напояване на обширните земеделски земи в района оттокът на реката се е намалил на 30 m3/s. Средната мътност на реката е 682 g/m3, а обемът на наносите в устието ѝ са 8,4 млн. тона. Поради тази причина всяка година делтата на реката напредва в морето от 45 до 70 m.
Среден годишен отток (m3/s) в района на Краснодар от 1911 по 1980 год

## Селища
По течението на реката са разположени 10 града и множество села:
- Карачаево-Черкезия – Карачаевск, Уст Джегута и Черкеск;
- Ставрополски край – Невиномиск;
- Краснодарски край – Армавир, Новокубанск, Кропоткин, Уст Лабинск, Краснодар и Темрюк.

## Стопанско значение
По течението на реката и нейните притоци са изградени редица хидротехнически съоръжения: Невиномиския канал, свързващ Кубан с река Егорлик (от басейна на Дон), Кубанското (източно от град Черкеск), Краснодарското (източно от Краснодар, най-голямо в Северен Кавказ), Шапсугското (югозападно от Краснодар), Крюковското и варновинското водохранилища. По цялата тази каскада от язовири са изградени ВЕЦ (Зеленчукска, Куршавска, Барсучковска и Сенгилеевска) със сумарна мощност от 620 МВт, с перспектива за улечавене с още 220 МВт. Река Кубан е плавателна до град Уст Лабинск.

## Други
На Кубан е наречена улица в кварталите „Красна поляна 1“ и „Факултета“ в София (Карта).